# Медаль Камерлинг-Оннеса
Медаль Камерлинг-Оннеса (нидерл. Kamerlingh Onnes medaille) — научная премия Королевской Нидерландской ассоциации охлаждения (нидерл. Koninklijke Nederlandse Vereniging voor Koude).

## История
Названа в честь лауреата Нобелевской премии Хейке Камерлинг-Оннеса. Вручается с 1950 года за выдающееся достижения в области науки и техники низких температур, в том числе за технологии искусственного охлаждения и криогеники. В последние десятилетия присуждается раз в 4 года. Наградой является золотая медаль и сертификат. 

## Лауреаты
- 1950 Саймон, Фрэнсис
- 1955 Rudolf Plank  (нем.)
- 1958 Samuel Collins  (англ.), Philips Natuurkundig Laboratorium  (англ.)
- 1963 F. Kidd, C. West
- 1968  Капица, Пётр Леонидович
- 1973 Audrey Smith  (англ.)
- 1979 J.F. Kunzler
- 1983 L. Váhl
- 1988 Ir. T.A. van Hiele
- 1989 T. Meryman
- 1995 R. Cohen, Refrigerator Research group в Университете Мэсси под руководством A.C. Cleland
- 2000 G. Frossati
- 2008 H.C. Kruse, A.T.A.M. de Waele  [1]
- 2012 P. Lebrun  [2]